# Måckelhällsjön
Måckelhällsjön är en sjö i Bräcke kommun i Jämtland och ingår i Ljungans huvudavrinningsområde. Sjön har en area på 1,44 kvadratkilometer och ligger 354,1 meter över havet. Sjön avvattnas av vattendraget Sågbäcken.

## Delavrinningsområde
Måckelhällsjön ingår i det delavrinningsområde (696990-153233) som SMHI kallar för Utloppet av Måckelhällsjön. Medelhöjden är 386 meter över havet och ytan är 15,19 kvadratkilometer. Det finns inga avrinningsområden uppströms utan avrinningsområdet är högsta punkten. Sågbäcken som avvattnar avrinningsområdet har biflödesordning 5, vilket innebär att vattnet flödar genom totalt 5 vattendrag innan det når havet efter 131 kilometer. Avrinningsområdet består mestadels av skog (82 procent). Avrinningsområdet har 1,43 kvadratkilometer vattenytor vilket ger det en sjöprocent på 9,4 procent.